# Чембилей
Чембилей (тат. Чүмбәли) — село в Краснооктябрьском районе Нижегородской области. Население — 384 чел. (2021).

## Расположение
Село расположено в Краснооктябрьском районе в 13 км от административного центра Уразовка, от Сергача в 38 км, и в 18 км от города Сеченово.
В непосредственной близости находятся такие сёла как Медяны, Рыбушкино, Актуково, Болтинка, Мочалей, Петряксы, Ключищи.

## Население
В Российской империи проводились переписи населения именуемые Ревизскими сказками. Всего было 10 ревизий с 1716 по 1858 год.
Первые две переписи содержали только мужчин. Стоит отметить что в первый переписи восьмую часть населения составляли ясачные работники.
| 1722 | 1747 | 1764 | 1834 | 1850 | 1858 | 1923 |
| ---- | ---- | ---- | ---- | ---- | ---- | ---- |
| 764  | 674  | 648  | 1820 | 2149 | 2367 | 5450 |

В 1920-х годах население Чембилея достигло исторического максимума — 5500 человек. Потом наступили НЭП, Сталинские репрессии, Вторая мировая война и послевоенное время.
| 2002 | 2010 | 2012 | 2013 | 2014 | 2015 | 2016 |
| ---- | ---- | ---- | ---- | ---- | ---- | ---- |
| 631  | ↘483 | ↘458 | ↘440 | ↘415 | ↘405 | ↘392 |
| 2017 | 2018 | 2019 | 2020 | 2021 |      |      |
| ↘385 | ↘375 | ↘365 | ↘353 | ↗384 |      |      |

## История Чембилея
Чембилей образовался в 1644—1647 годах.
В годы Великой Отечественной войны многие чембилеевцы ушли на фронт. Лишь немногие вернулись. Чембилеевсий мемориал содержит более 200 имён своих героев, но это не все люди, отдавшие свои жизни за отечество, о многих информация просто утеряна.

## Инфраструктура
В селе функционируют две небольшие каменные мечети. Есть школа, в которой располагается и медпункт. Имеется два магазина, спортивная площадка — волейбольная и футбольная.

## Достопримечательности
Главной особенностью села Чембилей являются два знаковых места. Искеляр — историческое место, предположительно в котором и было первое поселение жителей. И Керкул — большое пресное озеро, подходящее для купания и рыбалки. Также в селе есть несколько каменных домов, построенных в XIX веке. Есть мемориал, посвященный Великой Отечественной войне. Сохранился дом Хайдара Бигичева.

## Известные уроженцы
В селе родился выдающиеся артисты Хайдар Бигичев, Халидя Бигичева и Хабибулина (Шакирова) Роза Жафяровна.

## Фотогалерея

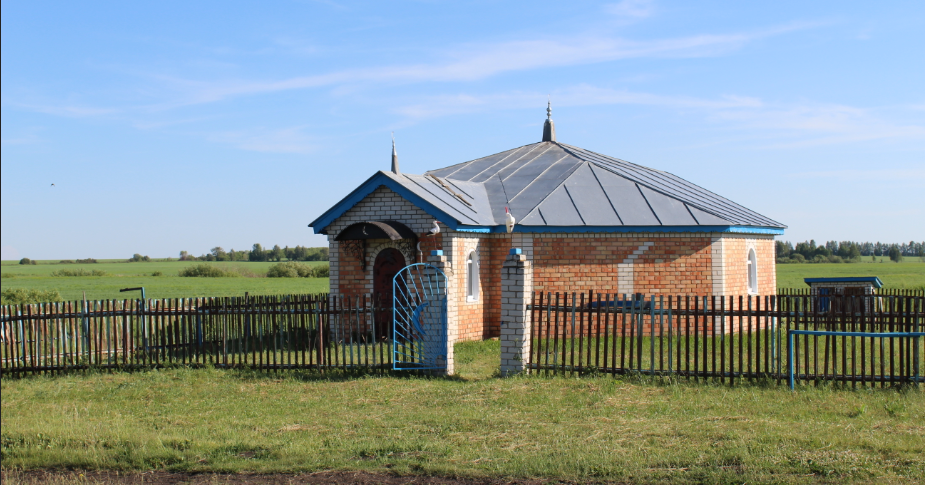
Искелекляр
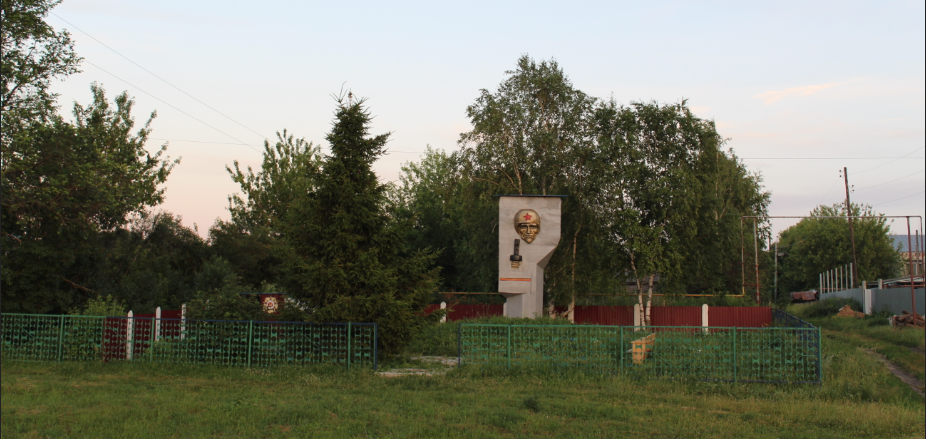
Чембилеевский мемориал
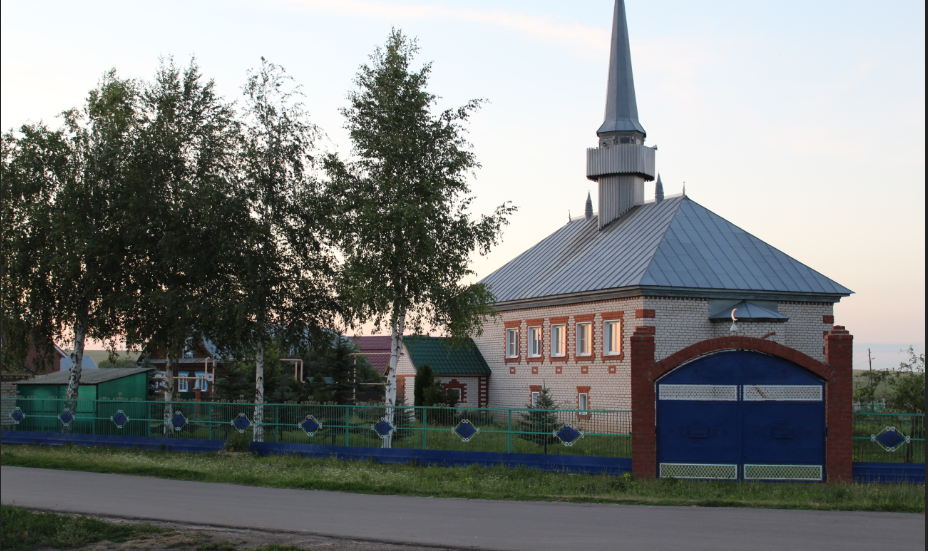
Мечеть